# Shin’ya Ōdate
Shin’ya Ōdate – japoński zapaśnik w stylu wolnym. Zdobył srebrny medal w mistrzostwach Azji w 2007 roku.